# 6461 Adam
A 6461 Adam (ideiglenes jelölés 1993 VB5) egy kisbolygó a Naprendszerben. Robert H. McNaught fedezte fel 1993. november 4-én.